# Nagyfüged
Nagyfüged è un comune dell'Ungheria di 1.875 abitanti (dati 2001). È situato nella contea di Heves.